# Matěj Spurný
Matěj Spurný (* 16. März 1979 in Prag) ist ein tschechischer Historiker. 

## Leben
Er studierte Geschichte und Internationale territorielle Studien an der Karls-Universität in Prag und Moderne und Zeitgeschichte an der Humboldt-Universität zu Berlin. Im Jahre 2010 wurde er promoviert (Ph.D.). Seit 2012 arbeitet er an dem Institut für Zeitgeschichte an der Akademie der Wissenschaften der Tschechischen Republik und gleichzeitig an der Philosophischen Fakultät der Karls-Universität.

## Werke (Auswahl)
- Der lange Schatten der Vertreibung. Ethnizität und Aufbau des Sozialismus in tschechischen Grenzgebieten (1945–1960). Wiesbaden 2019. ISBN 978-3-447-11186-7.
- Making the Most of tomorrow. A laboratory of socialist modernity in Czechoslovakia. Praha 2019. ISBN 978-80-246-4017-4.